# یواس‌اس بلینگهام (آی‌دی-۳۵۵۲)
یواس‌اس بلینگهام (آی‌دی-۳۵۵۲) (به انگلیسی: USS Bellingham (ID-3552)) یک کشتی بود که طول آن ۳۹۶ فوت ۰ اینچ (۱۲۰٫۷۰ متر) بود. این کشتی در سال ۱۹۱۸ ساخته شد.